# 1373 w polityce

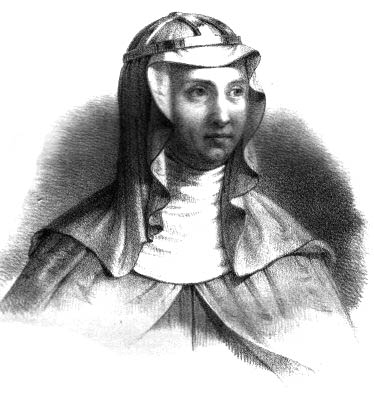
Brygida Szwedzka

Wydarzenia polityczne w 1373 roku.

## Zmarli
- 23 lipca Brygida Szwedzka, święta Kościoła katolickiego[1].